# Pallake
Pallake var termen och titeln för en konkubin i antikens Grekland. Hon kallades ofta "bihustru" men var inte jämställd en verklig hustru, då en grekisk man endast kunde vara gift med en kvinna. 
En konkubin kunde vara både fri och slav. En fri kvinna som blev konkubin var ofta en före detta hetär, frigiven slavinna eller en kvinna ur en fattig familj, och för det mesta utlänning, det vill säga inte medborgare i mannens egen stadsstat. En utländsk kvinna ansågs ofta inte lämplig för äktenskap i en grekisk stadsstat. 